# Aphrodite du type « Doria-Pamphili »
Pour les articles homonymes, voir Aphrodite (homonymie).
L' Aphrodite du type « Doria-Pamphili » est une copie datant du Ier siècle av. J.-C. d'une sculpture classique grecque exécutée à la fin du Ve siècle av. J.-C. Elle se trouve aujourd'hui au musée du Louvre.

## Historique
La statue se trouvait dans le parc d'Ombreval, à Domont (Val-d'Oise). C'est en 1987 qu'elle apparaît dans le commerce date, lorsque l'on met en vente les statues se trouvant dans le parc. 
Le château et le parc d'Ombreval appartenaient depuis 1872 à Stéphane Dervillé (1848-1925), un entrepreneur à la tête de l'entreprise d'extraction de marbres créée par son père, Cyr Adolphe Dervillé. Il exploitait des carrières en France, Belgique, Tunisie et surtout en Italie, à Carrare, important du marbre en France, sous forme brute mais aussi de statues. C'est ainsi qu'il a acquis plusieurs reliefs et statues d'Italie qu'il a fait venir pour décorer le château et le parc d'Ombreval. 
On ignore l'origine précise de la statue d'Aphrodite, qui avait été placée dans ce parc sous des frondaisons et qui avait subi les dommages du temps et des intempéries. La statue était lacunaire, si bien qu'elle avait été l'objet d'une restauration qui avait ajouté différents éléments, dont une tête du XVIIIe siècle, ainsi que les pieds et les bras. Il est possible que cette restauration médiocre, ait été faite à la demande de Dervillé, après l'arrivée de la statue en France à la fin du XIXe siècle. Elle aurait pu être exécutée par un des marbriers de Dervillé avec des restes récupérés on ne sait où ni comment. Si cette datation de la restauration est correcte, cela laisse aussi à penser que la statue n'a pas été exhumée avant; sinon, il y a fort à parier qu'elle aurait été que les conceptions de l'art des XVIIe et XVIIIe siècles aurait sans doute été complétée.
La statue a été achetée par le musée du Louvre en 1996.

## Description
La statue a été sculptée dans un marbre du mont Pentélique.
Il s'agit d'une représentation d'Aphrodite qui appartient à une série de répliques du Ier siècle av. J.-C. d'une œuvre grecque réalisée à l'époque classique[Laquelle ?], dans les dernières décennies du Ve siècle av. J.-C. L'exemplaire le plus complet de cette série de statues est conservé à Rome dans le Palais Doria Pamphilj (ou Pamphili) qui a donné son nom à ce type de statues.
La déesse est vêtue d'un chiton (tunique à manches courtes), et d'un manteau, l'himation. La position du corps en contrapposto, avec l'inclinaison inversée des épaules et des hanches, et la distinction d'une jambe d'appui et d'une jambe libérée du poids du corps, rappellent le modèle créé par le sculpteur Polyclète au milieu du Ve siècle av. J.-C.

## Attribution de l'original

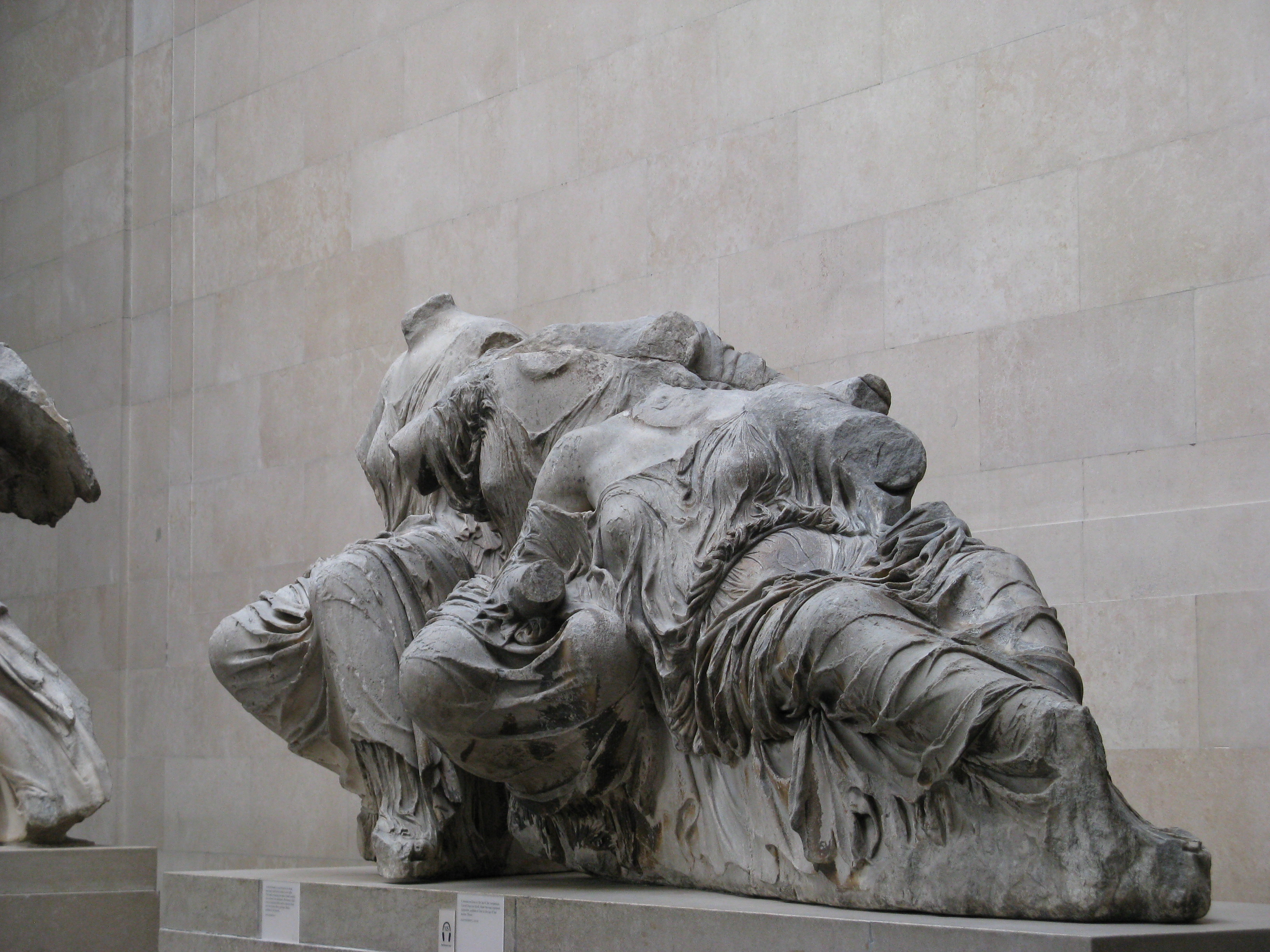
La figure M du groupe des trois déesses du fronton est du Parthénon : Aphrodite

L'attribution de l'original est discutée. Le traitement du drapé avec  l'épaule laissée découverte pour rappeler la sensualité de la déesse de l'Amour, apparente cette statue à celle à demi couchée (figure M) du fronton est du Parthénon parfois attribuée à Phidias. Il est alors possible d'évoquer l'Aphrodite Ourania (« céleste ») décrite par Pausanias à Élis (Périégèse, VI, 25, 1),  ou l'Aphrodite de l'Agora d'Athènes (Périégèse, I, 14, 7).
Cependant son drapé outrepassant l'esthétique[Quoi ?] du Parthénon, on doit ramener sa réalisation à la fin du Ve siècle av. J.-C. Par ailleurs la statue ne montre pas la tortue sur laquelle, d'après Pausanias, l'Aphrodite Ourania d'Élis posait le pied. Elle a donc été attribuée à Agoracritos de Paros, un des disciples de Phidias et aurait été exécutée vers 420 av. J.-C. Elle a été rapprochée du style de la statue de Némésis du sanctuaire de Rhamnonte réalisée par Agoracritos.
Le copiste de l'Aphrodite du Louvre a rendu avec virtuosité la richesse et la diversité des plis du vêtement et recréé les effets maniéristes du drapé.